# Adolf von Heintze-Weißenrode
Adolf Wolf Hans Freiherr von Heintze-Weißenrode (* 10. Mai 1864 in Berlin; † 11. März 1956 in Kiel) war ein deutscher Verwaltungsbeamter.

## Familie
Adolf von Heintze war Sohn des Gutsbesitzers Friedrich Freiherr von Heintze-Weißenrode (* 1824; † 1878) und der Caroline, geborene Freiin von Thielmann (* 1837; † 1911). Stammsitz der Familie war das Gut Niendorf bei Lübeck, das 1802 sein Urgroßvater, der Mediziner Friedrich Adolf von Heinze erworben hatte. Sein Onkel Johann Adolph von Heintze war sein Amtsvorgänger als Landrat des Kreises Bordesholm. Sein Bruder Ernst war Diplomat und Kammerherr des Kaisers. Aus seiner Ehe mit Luise, geborene Freiin von Vincke ging die Tochter Gabriele hervor, die den Architekten Heribert Freiherr von Lüttwitz heiratete. Der Kirchenjurist Traugott von Heintze war ein Cousin.

## Leben

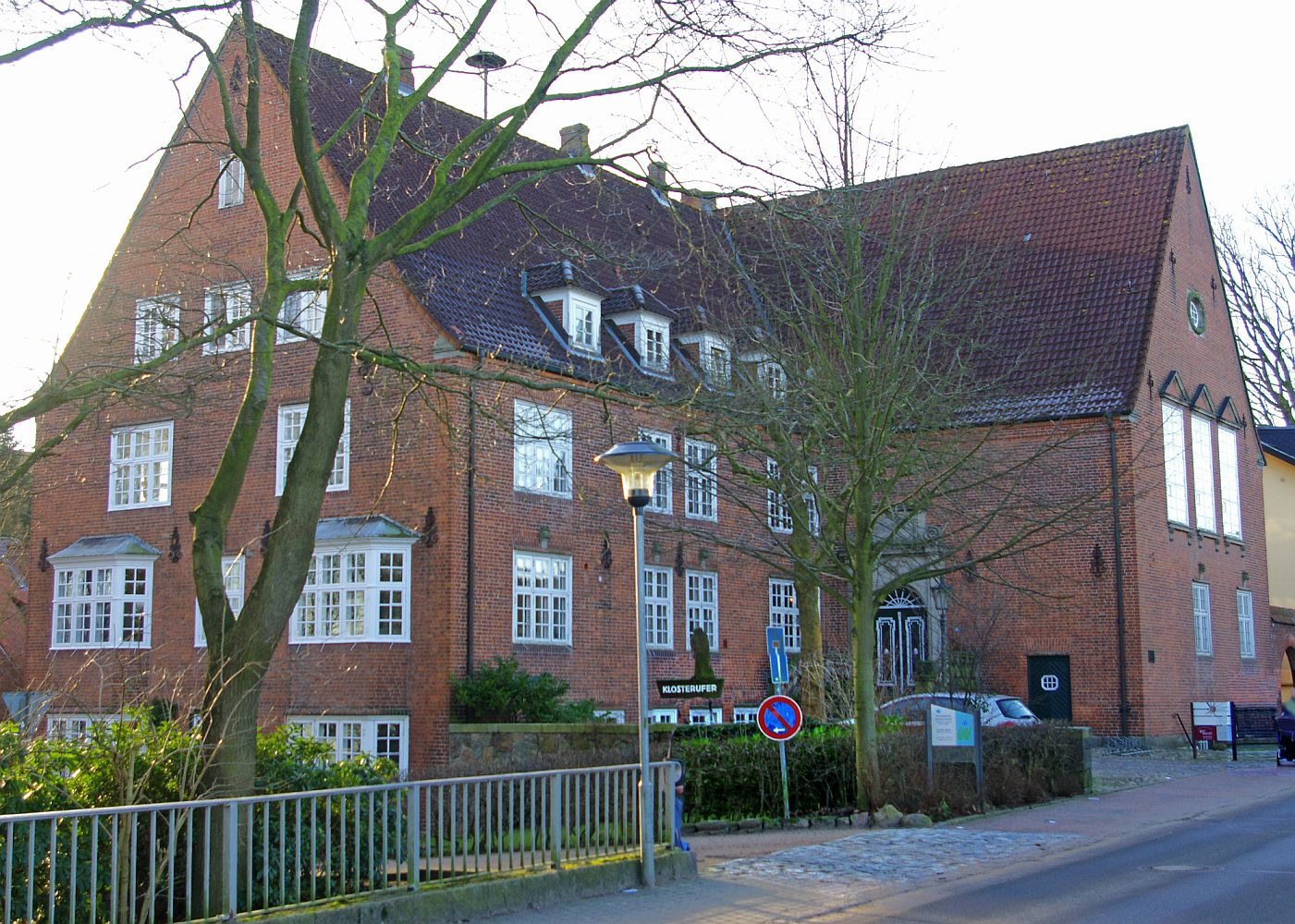
Altes Kreishaus Bordesholm

Nach dem Besuch des Gymnasiums in Kiel studierte Heintze an der Rheinischen Friedrich-Wilhelms-Universität Bonn und der Friedrich-Wilhelms-Universität Berlin Rechts- und Kameralwissenschaften. 1883 wurde er Mitglied des Corps Borussia Bonn. Er war ab 1892 Assistent seines Onkels und ab 1894 sein Nachfolger als Landrat des Kreises Bordesholm. In seiner Amtszeit wurde 1913 das heutige Alte Kreishaus errichtet. Außerdem war er von 1901 bis 1932 Präsident des Raiffeisen-Verbandes in Schleswig-Holstein.
1920 unterstützte Heintze den Kapp-Putsch und wurde nach dessen Scheitern als Landrat abgesetzt. Sein Nachfolger wurde der bisherige erste Kreisbeigeordnete Arthur Zabel. Er war seit 1911 preußischer Kammerherr sowie Oberleutnant der Reserve im Husaren-Regiment „Königin Wilhelmina der Niederlande“ (Hannoversches) Nr. 15.

## Ehrungen
- Seit 1909 heißt die Bordesholmer Straße in der sich das Wohnhaus der Familie Heintze befand „Heintzestraße“[4]
- 1906 wurde die Heintzestraße im Kieler Stadtteil Gaarden-Süd nach der Familie Heintze benannt.